# Astrid Cleve

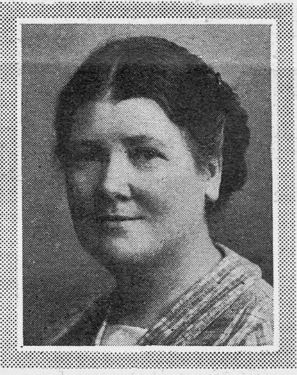
Astrid Cleve (1940)

Astrid Cleve (* 22. Januar 1875 in Uppsala; † 8. April 1968 in Västerås) war eine schwedische Botanikerin und Chemikerin. Sie war die erste Frau in Schweden, die einen Doktorgrad in einer naturwissenschaftlichen Disziplin erhielt. Ihr botanisches Autorenkürzel lautet A.Cleve.

## Werdegang
Astrid Cleve wurde als Tochter des Chemieprofessors Per Teodor Cleve und seiner Frau Alma Öbom geboren. Sie wurde privat zu Hause unterrichtet und schloss ihre schulische Ausbildung mit dem Abitur am Uppsala Gymnasium im Jahr 1891 ab. Nach dem Abitur schrieb sie sich an der Universität in Uppsala für Naturwissenschaften ein. Ihr Promotionsthema behandelte die Keimung verschiedener schwedischer Pflanzen. Im Jahr 1898 erlangte sie den Doktorgrad. Da die Universität in Stockholm der Beschäftigung weiblicher Akademikerinnen offener gegenüberstand, nahm sie dort nach ihrer Promotion eine Tätigkeit als Dozentin für Chemie auf. In dieser Zeit setzte sie sich besonders mit Lanthanoiden und Selen auseinander und veröffentlichte die Ergebnisse ihrer Forschungen in einigen Journalen. Aufgrund ihrer Eheschließung mit dem Chemieprofessor Hans von Euler-Chelpin gab sie diese Tätigkeit nach vier Jahren auf. Als diese Ehe nach zehn Jahren geschieden wurde, sicherte sie sich ihren Lebensunterhalt zunächst als Lehrerin einer Mädchenoberschule. Im Jahr 1918 gelang es ihr, eine Stelle in der forstwirtschaftlichen Forschung zu erhalten. Ihr Hauptinteresse galt hier zunächst der Chemie des Lignins, das Bestandteil der Zellulose in Zellwänden von Pflanzen ist. Ihre Forschungsaktivität verlagerte sich in der Folge auf die Geologie des Quartärs. Ein besonderes Augenmerk legte Cleve hier auf fossile und rezente Kieselalgen.

## Wissenschaftliche Leistung
Astrid Cleve trug in Form von wissenschaftlichen Veröffentlichungen insbesondere zur besseren Kenntnis der Chemie des Lignins und fossiler und rezenter Kieselalgen bei.

## Persönliches
Astrid Cleve heiratete im Jahr 1902 den Chemiker Hans von Euler-Chelpin. Ihren Namen änderte sie daraufhin in Astrid Cleve von Euler. Aus der zehnjährigen Ehe gingen fünf Kinder hervor, darunter der Nobelpreisträger Ulf von Euler.

## Würdigung
Im Jahr 1955 wurde ihr in Anerkennung ihrer Forschungstätigkeit der Professorentitel der Biologie von der Universität Uppsala zuerkannt.

## Werke (Auswahl)
- Die Diatomeen von Schweden und Finnland, Cramer, 1968, Repr.
- Was war de Svea Älv?, Almqvist & Wiksell, Norblad, 1957
- Über einige Diatomitablagerungen und weissliche minerogene Feinsedimente aus den südlichen Skanden, Almqvist & Wiksell, 1951
- Vad är Melosira moniliformis, Almqvist & Wiksell, 1943
- Bacillariaceen-Assoziationen im nördlichsten Finnland, Akad. Buchhandlung, 1939
- Die Kieselanlagen des Täkernsees in Schweden, Almqvist & Wiksell, 1932

### Belege
1. ↑  www.gravsted.dk.
2. ↑  Astrid Cleve Eintrag bei IPNI

| Personendaten    | Personendaten                          |
| ---------------- | -------------------------------------- |
| NAME             | Cleve, Astrid                          |
| KURZBESCHREIBUNG | schwedische Botanikerin und Chemikerin |
| GEBURTSDATUM     | 22. Januar 1875                        |
| GEBURTSORT       | Uppsala                                |
| STERBEDATUM      | 8. April 1968                          |
| STERBEORT        | Västerås                               |